# Michel Drach
Michel Philippe Drach, född 18 oktober 1930 i Paris, död 15 februari 1990 i Neuilly-sur-Seine, Hauts-de-Seine, var en fransk skådespelare, filmregissör och manusförfattare.

## Utmärkelser
Drach vann Louis Delluc-priset 1959 för Man begraver inte på söndagar.

## Filmografi i urval
- 1959 – Man begraver inte på söndagar (manus, regi, producent)
- 1961 – Amélie ou le Temps d'aimer (manus och regi)
- 1966 – Safari diamants (regi)
- 1970 – Elise eller det riktiga livet (manus och regi)
- 1974 – Michels barndom (manus, regi, roll)
- 1975 – Tala med mig om kärlek (regi)
- 1979 – Le pull-over rouge (manus och regi)
- 1982 – Guy de Maupassant (manus och regi)
- 1987 – Il est génial papy! (manus och regi)